# 惱音信
惱音信（韓語：뇌음신），高句丽末期武将。
661年（高句丽宝藏王20年、新罗武烈王8年）五月，恼音信奉宝藏王之命与靺鞨族将领生偕的军队联合进攻新罗的述川城（今京畿道驪州市），进攻失利后撤退，转而率军包围北汉山城并发起攻击。持续十余日以抛石车（飞石机）攻城，昼夜不停。北汉山城城主大舍冬陁川利用铁蒺藜、弩砲等严密防御，率军坚守二十余日，高句丽军因粮尽力竭陷入危局。此时突然有流星坠落在高句丽军营，伴随电闪雷鸣与暴雨，高句丽军遂撤围退去。中国史料未记载此战，661年正值百济灭亡后不久，史学家推测高句丽进攻新罗是为支援百济复兴势力或牵制新罗。靺鞨军队参与此次行动，说明661年前后靺鞨与高句丽仍保持密切联系。

## 影视形象
- 2006～2007年SBS《渊盖苏文》姜信范饰演
- 2012～2013年KBS《大王之梦》金先东饰演